# Municipio de Chengwatana
El municipio de Chengwatana (en inglés: Chengwatana Township) es un municipio ubicado en el condado de Pine en el estado estadounidense de Minnesota. En el año 2010 tenía una población de 987 habitantes y una densidad poblacional de 8,07 personas por km².

## Geografía
El municipio de Chengwatana se encuentra ubicado en las coordenadas 45°52′22″N 92°49′26″O / 45.87278, -92.82389. Según la Oficina del Censo de los Estados Unidos, el municipio tiene una superficie total de 122.34 km², de la cual 118,9 km² corresponden a tierra firme y (2,81 %) 3,44 km² es agua.

## Demografía
Según el censo de 2010, había 987 personas residiendo en el municipio de Chengwatana. La densidad de población era de 8,07 hab./km². De los 987 habitantes, el municipio de Chengwatana estaba compuesto por el 94,43 % blancos, el 0,71 % eran afroamericanos, el 1,42 % eran amerindios, el 0,1 % eran asiáticos, el 0,81 % eran de otras razas y el 2,53 % eran de una mezcla de razas. Del total de la población el 1,42 % eran hispanos o latinos de cualquier raza.